# Boulevard Delessert
Pour les articles homonymes, voir Delessert.
Le boulevard Delessert est une voie du 16e arrondissement de Paris, en France.

## Situation et accès
Situé dans le quartier de Passy et proche du jardin du Trocadéro, il débute rue Le Nôtre, dans le prolongement de l'avenue des Nations-Unies, et se termine place de Costa-Rica, parallèlement à l'avenue de New-York.
Ce site est desservi par la ligne 6 à la station de métro Passy.

## Origine du nom

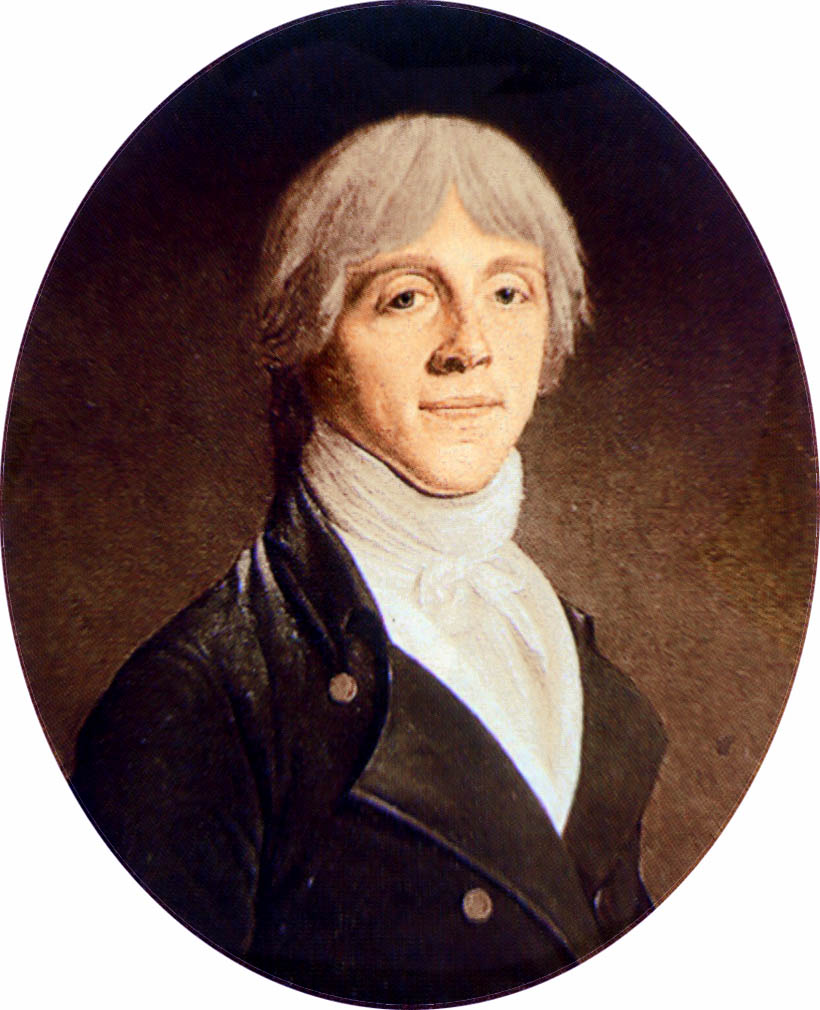
Benjamin Delessert.

Cette voie porte le nom de Benjamin Delessert (1773-1847), industriel, financier et philanthrope français, propriétaire dans cette région de Passy.

## Historique

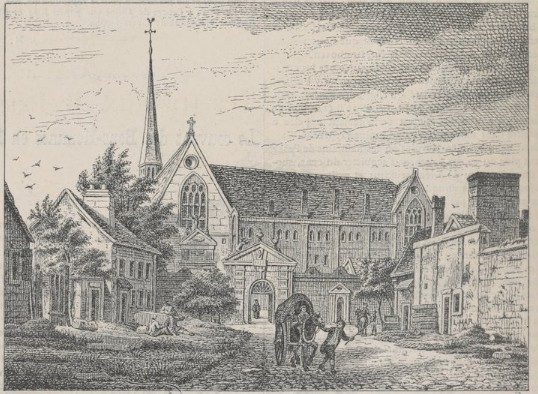
Couvent des Bonshommes ou des Minimes en 1770.

Le boulevard Delessert est situé à l’emplacement de l’ancien domaine du couvent des Minimes de Chaillot, ou couvent des Bons Hommes, qui s’étendait jusqu’en 1786 entre la rue Vineuse et la route de Versailles au bord de la Seine. L’église et les bâtiments principaux du couvent étaient situés entre les actuels boulevard Delessert, rue Chardin et rue Beethoven.
Jusqu’à la fin du XVIIIe siècle, la liaison entre le bois de Boulogne et le village de Passy (actuelles rue Raynouard et rue de Passy) d’une part, et Paris d'autre part s’établissait :
- par la rue de la Montagne qui descendait en forte pente du carrefour de la Montagne, actuelle place de Costa-Rica, jusqu'au 11 du boulevard Delessert puis obliquait à l’emplacement de l’actuelle rue Beethoven jusqu’à la Seine qu'on longeait jusqu'à Paris ;
- ou par la rue Vineuse au profil plus modéré qui longeait le domaine des Minimes et au-delà celui du couvent de la Visitation pour rejoindre la rue de Chaillot.

Le mur des Fermiers généraux construit de 1786 à 1789 empiéta sur le domaine des Minimes et entraîna l’ouverture de la rue Franklin établissant une liaison directe du carrefour de la Montagne, actuelle place de Costa-Rica, à la barrière Sainte-Marie (située à l’emplacement de l’actuel square de Yorktown). Les religieux furent indemnisés pour cette amputation foncière. Cette enceinte plaça le couvent des Minimes, auparavant considéré comme faisant partie de Chaillot, à l'extérieur de la ville de Paris, dans le territoire de la commune de Passy créée le 14 décembre 1789.
Le domaine est démantelé en 1790 et vendu aux enchères. L'église qui était située à l'emplacement des numéros 9 et 11 du boulevard est détruite en 1796. L'ancien cloître et les jardins entre la rue Chardin et le quai sont acquis le 31 août 1796 au prix de 39 000 livres par un négociant originaire de Gand, Liévin Bauwens, qui y établit une tannerie puis une manufacture de coton d’après les procédés anglais.
Une nouvelle rue, « rue neuve des Bons-Hommes » ou « rue neuve des Minimes », est ouverte dans la première décennie du XIXe siècle à l'emplacement de l'ancienne église entre le coude de la rue de la Montagne et le mur des fermiers généraux dans lequel une nouvelle barrière (nommée « barrière Franklin ») est créée donnant accès à un chemin descendant vers le pont d'Iéna  (ouvert en 1813). Cette rue moins abrupte que la rue de la Montagne comportait cependant un passage à pente de 11 %.
C'est pourquoi une rue à pente plus modérée de l'ordre de 4 % fut créée en 1847, parallèlement et au-dessus de la rue de la Montagne et de la rue des Bons-Hommes. Cet aménagement fut financé à hauteur de 200 000 F par le département de la Seine et de 100 000 F par la commune de Passy dont la participation fut couverte par une souscription de 60 000 F auprès des habitants fortunés et par une  surimposition de 40 000 F, le terrain nécessaire étant offert par Benjamin Delessert,.
Le boulevard Delessert ouvert par un décret du 17 mai 1876 absorba la rue Delessert, la rue des Bons Hommes et l’îlot entre ces voies en surplombant la partie de la rue de la Montagne, renommée « rue Beethoven » en 1864 entre le carrefour de la Montagne et la descente de cette rue vers la Seine. Un escalier fut créé du boulevard à la rue Beethoven. La rampe de la rue Beethoven le long du boulevard se termina en impasse puis fut remplacée par les immeubles construits de 1900 à 1913 du no 11 à l'angle de la rue Beethoven au no 21 à l'angle de la rue de l'Alboni.
L'ouverture du boulevard et celle de la rue Chardin en 1876 firent disparaître les vestiges de l'ancien cloître du couvent des Minimes où était exploitée une raffinerie de sucre de 1834 à 1865. Les dernières dépendances de l’ancien couvent (ferme Boccage) situées côté impair de la rue Beethoven à l’angle du boulevard Delessert disparurent vers 1910.

Évolution du site du boulevard Delessert de 1740 à 1878
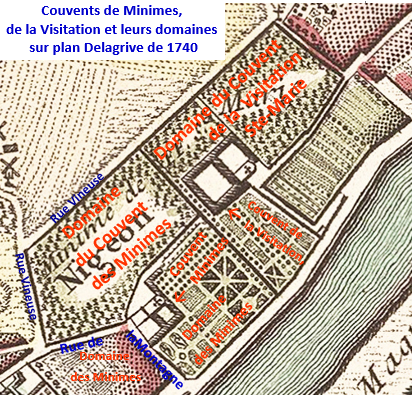
1740 : rues de la Montagne et Vineuse seules liaisons vers Paris.
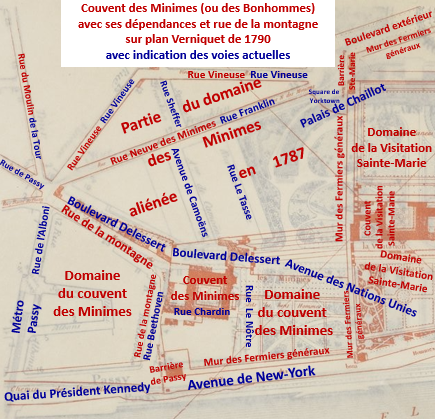
1790 : rue Franklin.
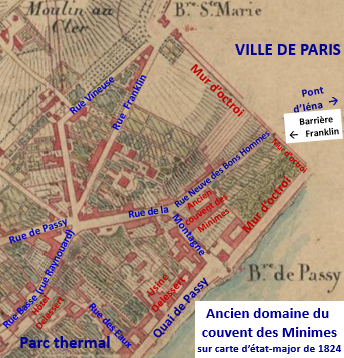
1824 : rue des Bons Hommes.
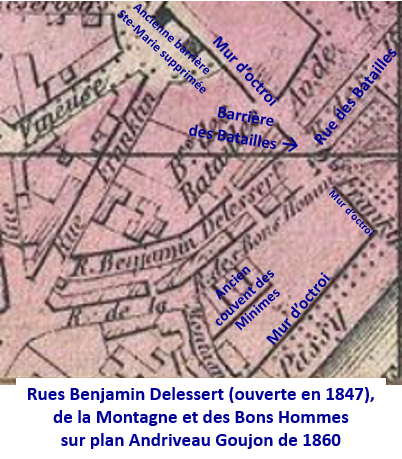
1860 : rues Delessert et des Bons Hommes.
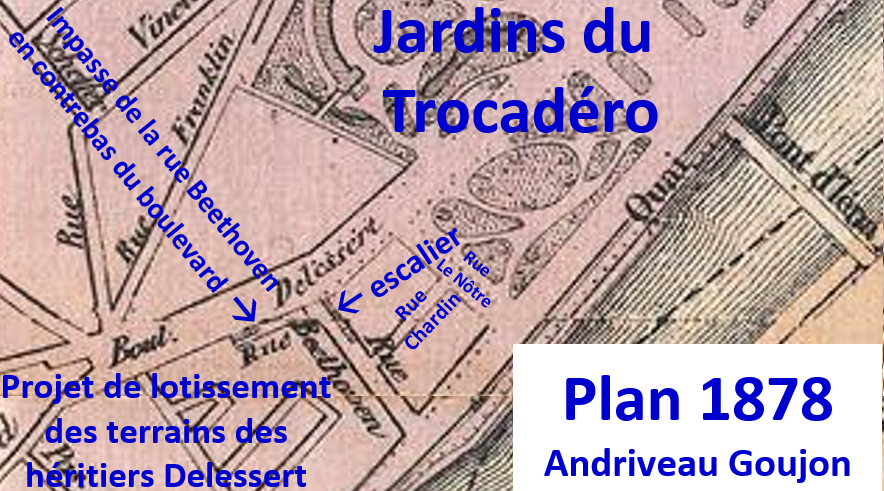
1878 : absorption des rues Delessert et des Bons Hommes.

Le 30 septembre 1915, un avion survolant les environs du palais du Trocadéro s’écrase sur la chaussée. Des témoins se précipitent au secours des aviateurs, un lieutenant et un sous-lieutenant, qui ne tardent pas à décéder.
Le 19 février 1919, Georges Clemenceau, alors chef du gouvernement, est victime d’une tentative d’attentat sur le boulevard, à proximité de son domicile du 8, rue Benjamin-Franklin. Alors qu’il s’éloigne de la rue Franklin dans une limousine conduite par son chauffeur, un homme surgit de derrière une vespasienne située à la hauteur du no 21 et tire trois coups de feu sur l’automobile puis, courant après la voiture, fait à nouveau feu à sept reprises. Un seul projectile atteint le président du Conseil, dans l’épaule droite. La nouvelle de cet attentat, perpétré par un militant anarchiste, suscite une vive émotion,.

## Bâtiments remarquables et lieux de mémoire
- Le long du boulevard, dans les jardins du Trocadéro, se trouve un monument à la mémoire de l'amiral François Joseph Paul de Grasse, œuvre inaugurée en 1931 du sculpteur Paul Landowski[9].
- Au débouché de l'avenue de Camoëns se trouve un monument à la mémoire du poète portugais Luís de Camões, en marbre rose monolithe, sculpté par Clara Menerès et érigé en 1987.

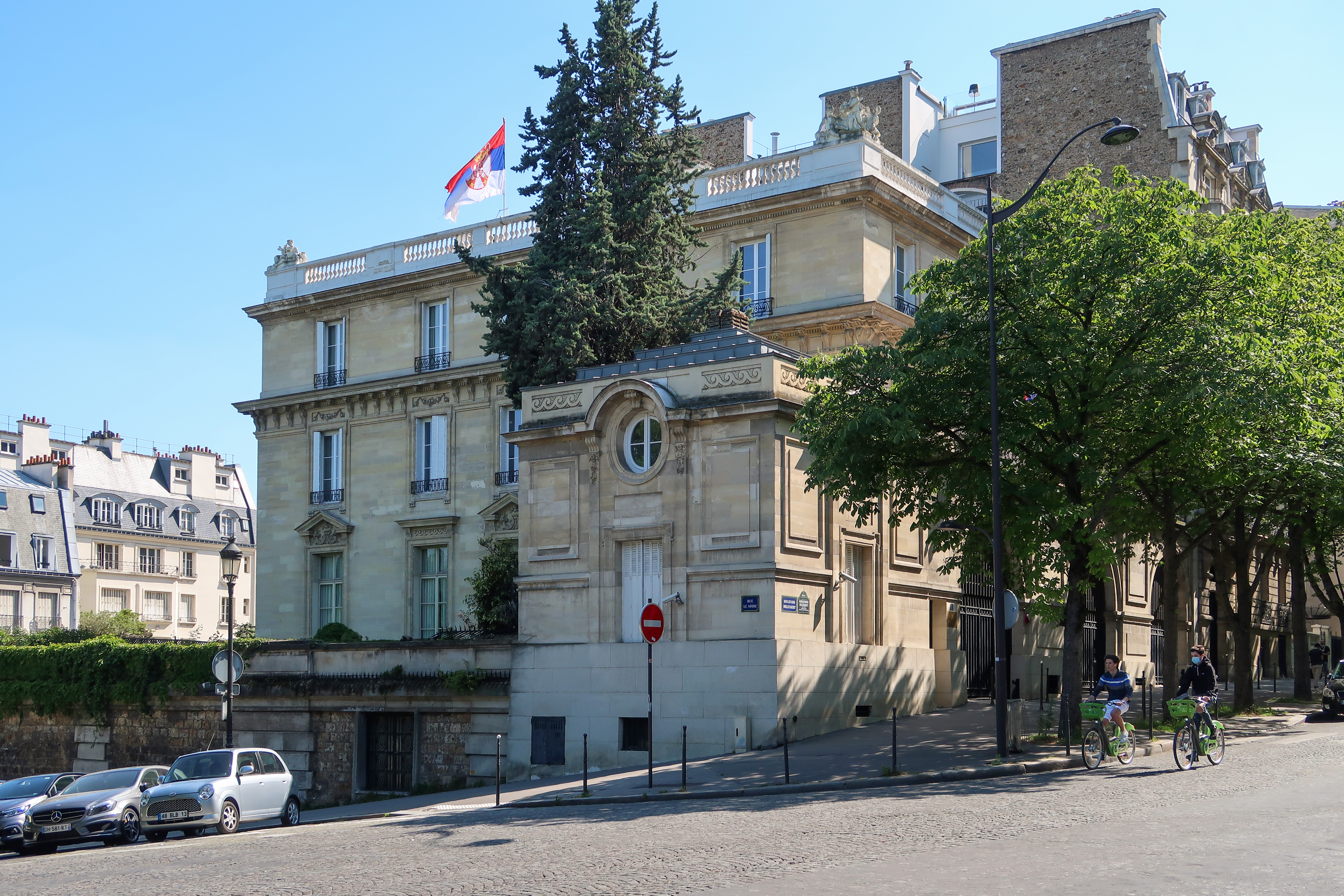
Résidence de l'ambassadeur serbe.
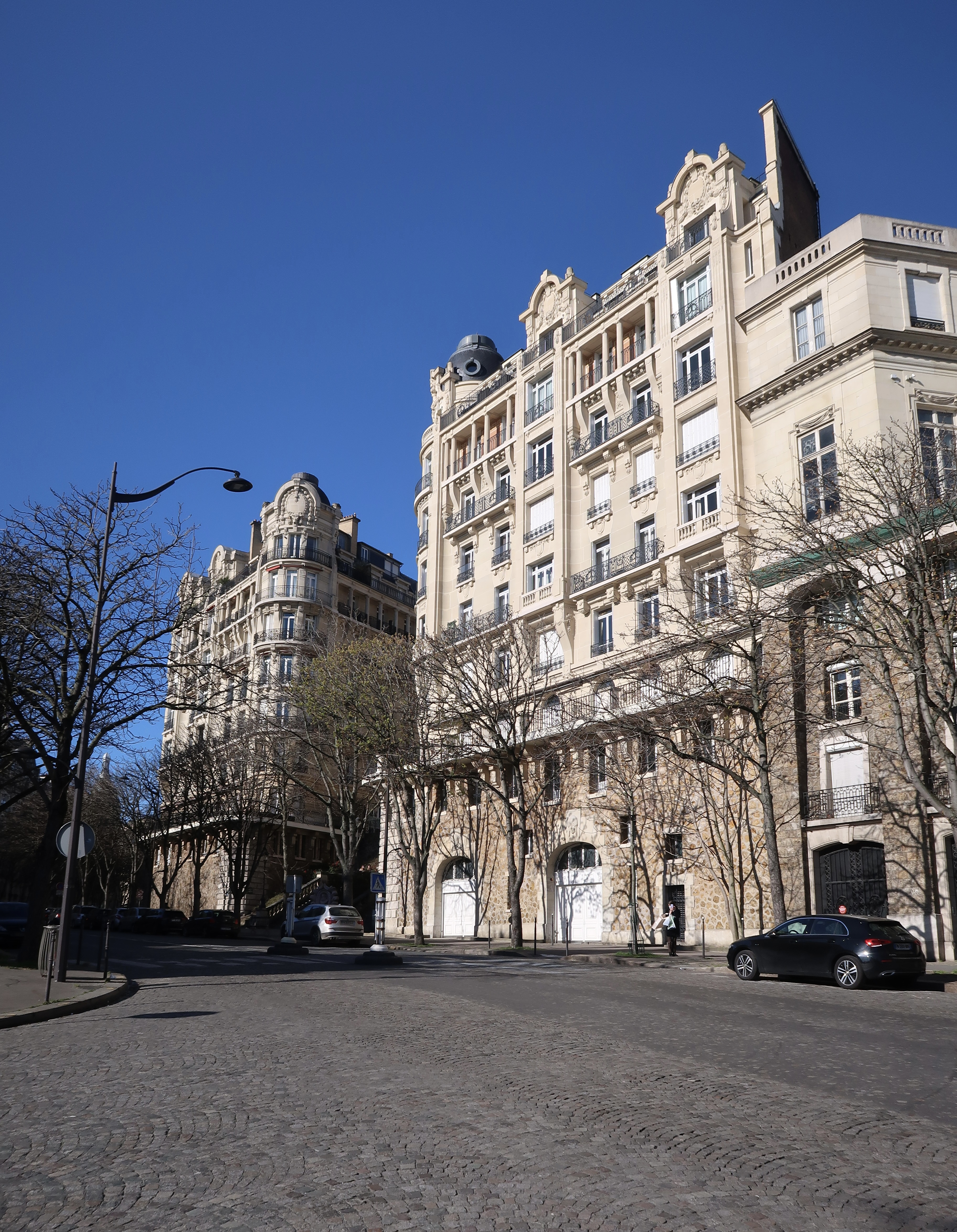
No 4.
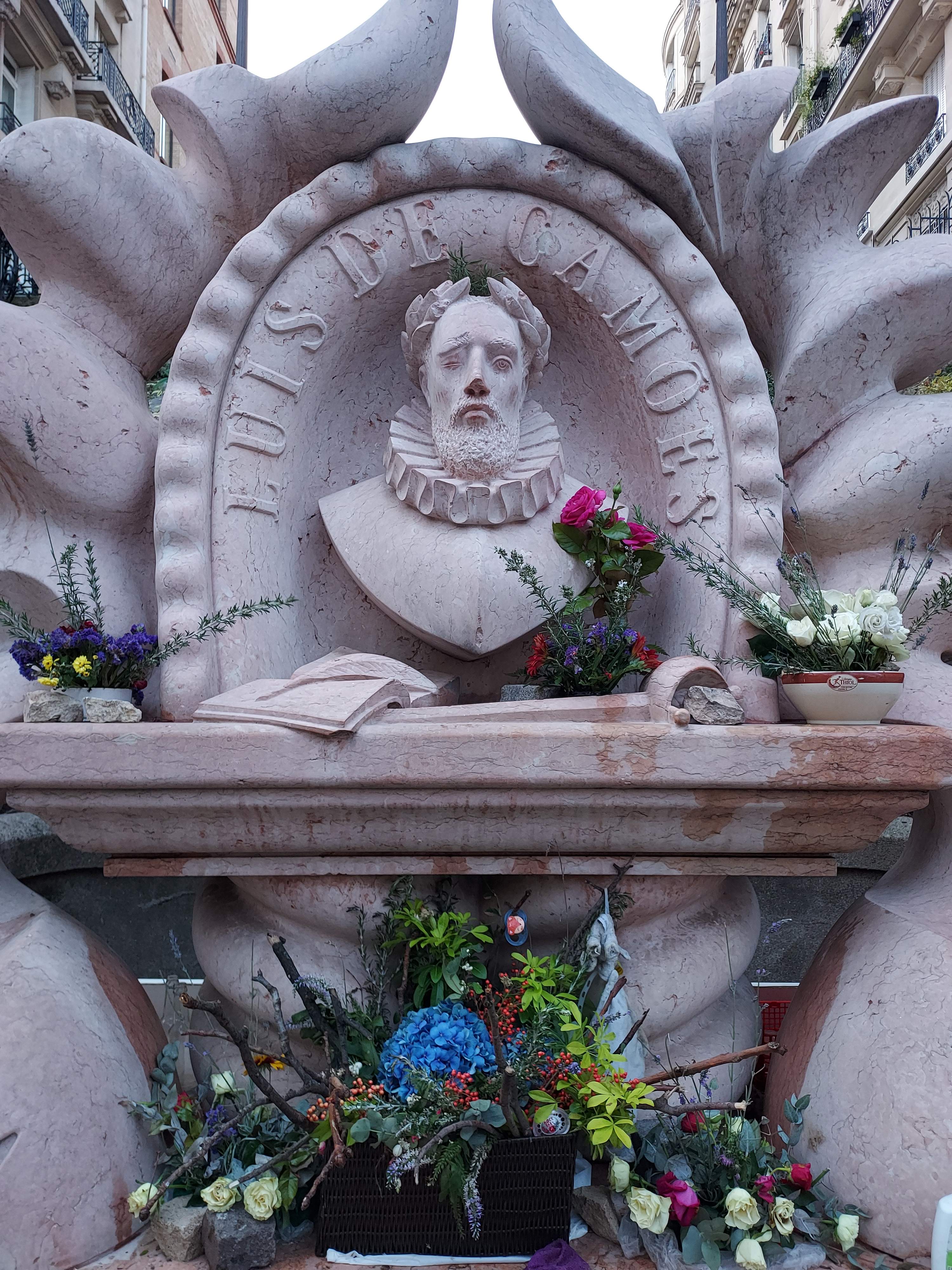
Statue de Luis de Camoes, devant l'escalier menant à l'avenue de Camoëns.

- L'homme politique Édouard Balladur vit depuis 1972 boulevard Delessert[10].
- No 1 : hôtel de La Trémoille, aujourd'hui résidence de l'ambassadeur de la Serbie.
- No 3 : l’écrivain Octave Mirbeau (1848-1917) s’installe à cette adresse dans un grand appartement en avril 1897[11].
- No 9 : le neuropsychiatre Joseph Lévy-Valensi (1879-1943) y habite jusqu'en 1943.
- No 11 : le médecin et physiologiste Étienne-Jules Marey vécut à cette adresse entre 1881 et 1904. Une plaque lui rend hommage.
- Nos 11 bis, 15 et 17 : ces trois immeubles contigus sont l'œuvre de l'architecte Albert Sélonier (construit en 1913 pour le premier et en 1910 pour les deux autres). Les nos 19 et 19 bis, du même architecte, ne sont pas signés.
- No 15 : à cette adresse s’est éteinte en 1933 Blanche Doumer, la veuve de l’ancien président de la République Paul Doumer, un an après la mort de son mari[12].
- No 23 : situé à l’angle de la rue Marietta-Alboni, cet immeuble est une illustration du retour du monumental dans la conception des immeubles parisiens à la suite des Expositions universelles de 1889 et de 1900[13]. Œuvre de l’architecte Louis Dauvergne, il présente notamment une tour d'angle d’une hauteur exceptionnelle pour l’époque, soutenue par une colonnade et rehaussée par une lanterne.
- No 31 (démoli) : à cette adresse se trouve en 1890 la Gare des Ballons, « arènes aérostatiques et colombophiles », où se déroulent diverses expositions et animations comme par exemple, en avril 1890, une exposition colombophile ouverte sous la présidence d’honneur de Charles Freycinet, alors ministre de la Guerre[14].

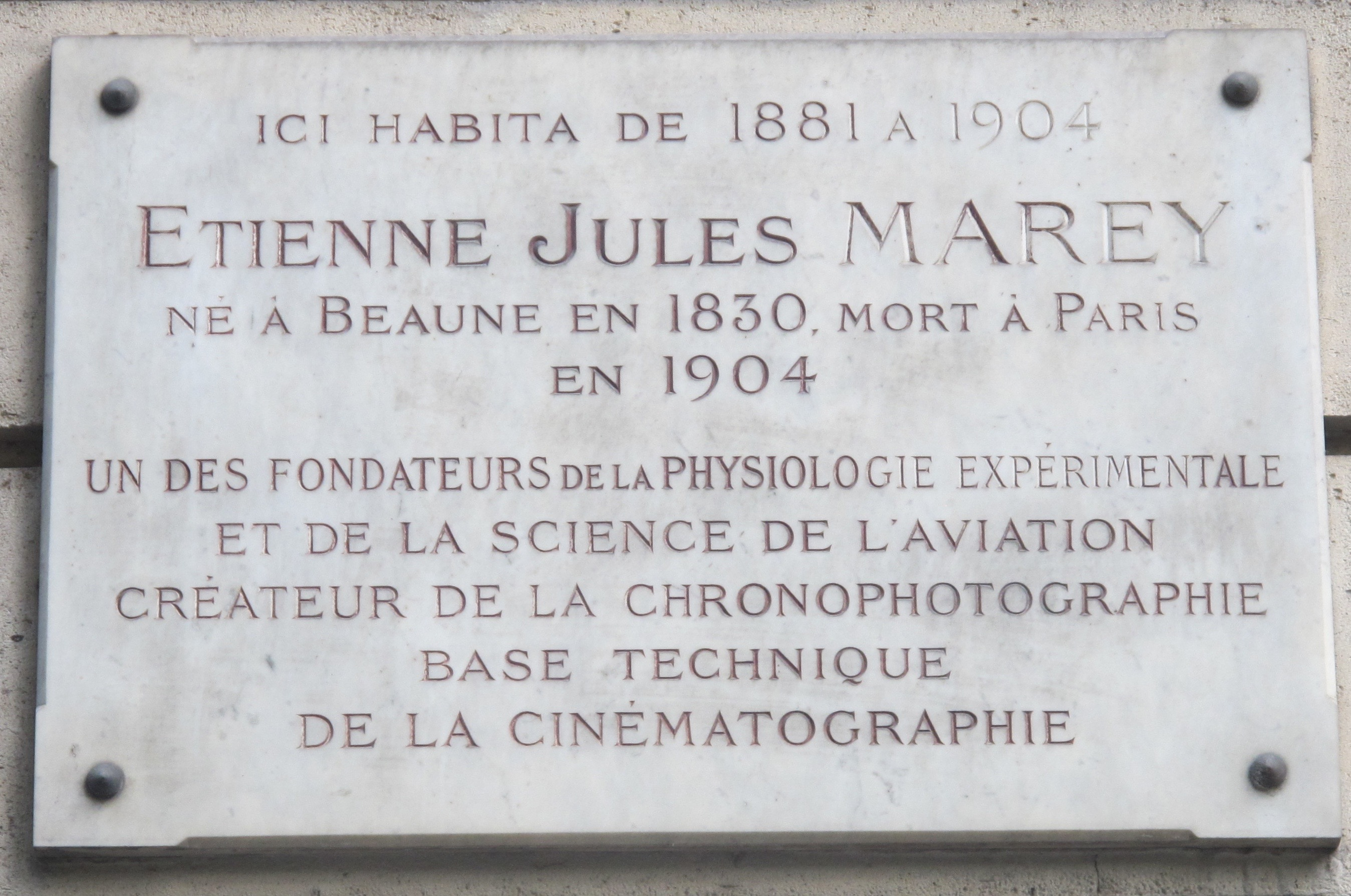
Plaque au no 11.
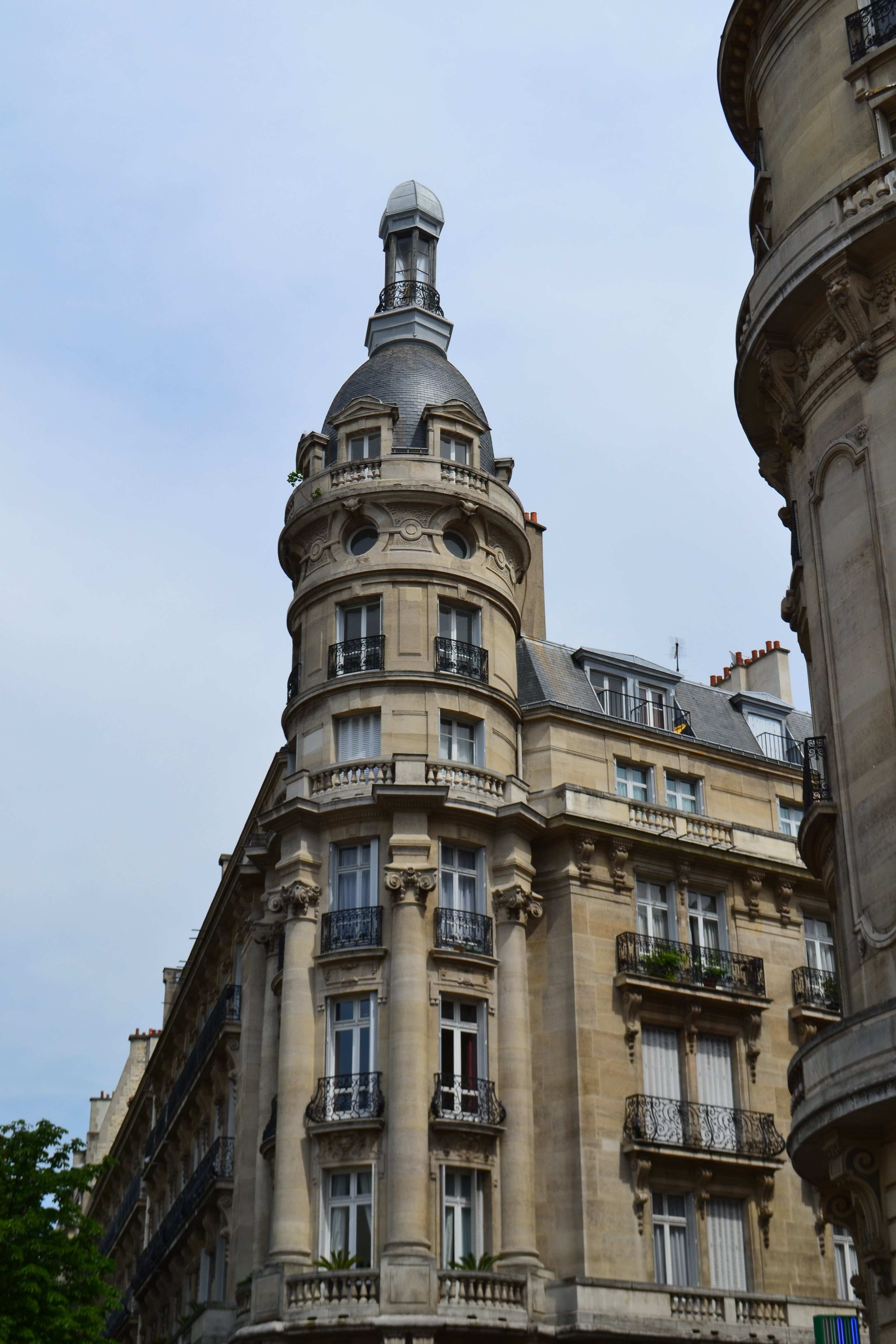
Immeuble à l'angle de la rue Marietta-Alboni (1899).

### Dans la fiction
- 2012 : Main dans la main, film de Valérie Donzelli.
- 2013 : 20 ans d'écart, film de David Moreau.